# アンドゥハル
アンドゥハル（Andújar）は、スペイン・アンダルシア州ハエン県のムニシピオ（基礎自治体）。
ハエン県最大の面積を持つ自治体で、グアダルキビール川が流れている。北部はシエラ・デ・アンドゥハル自然公園、南部の谷や田園地帯はシエラ・モレナ山脈に含まれている。

## 歴史
近辺にある最古の定住地は、アシュール文化に属していた旧石器時代のものである。しかし新石器時代には、肥沃な土地での農業の発達、シエラ・モレナ山脈での鉱物発掘に後押しされて、青銅器時代の初期段階にあったと見られる。
近年の考古学研究によれば、最初の住民はローマ以前の民族イベリア人、オレタノス族であった。彼らはイストゥルギ(Isturgi)という定住地を作り、トゥルデタノス族（イベリア人。グアダルキビール谷全体、アルガルヴェ地方からシエラ・モレナ山脈にいたるまでを支配）、フェニキア人、ギリシャ人、カルタゴ人と接触していた。
711年、西ゴート王国が滅亡すると、半島南部はアル・アンダルスに含まれた。人々が現在のアンドゥハル旧市街へ移住してきた。853年、後ウマイヤ朝アミール ムハンマド1世時代に、初めてアンドゥヤル(Anduyar)の名が現れた。12世紀のムラービト朝は、都市を頑強に要塞化した。
1225年、ムスリムの君主はカスティーリャ＝レオン王フェルナンド3世にバエサやアンドゥハル城、マルトスを明け渡し、降伏した（与えられた時期については諸説ある）。アンドゥハルとマルトスは、カストロ家のアルバロ・ペレスが防衛を担当し、サンティアゴ騎士団、カラトラバ騎士団の軍がそれぞれ入植した。マルトスはキリスト教軍の防衛拠点となった。アンドゥハルのイスラーム教徒たちは町を退去し、1228年以降、キリスト教徒の入植が始まった。1467年、エンリケ4世によって都市の地位がアンドゥハルに授けられた。都市の経済は農業（オリーブ、穀物、綿花の栽培）が中心であった。
1808年、コルドバを征服したデュポン将軍率いるフランス軍がアンドゥハルを攻め落とした。
スペイン内戦期のアンドゥハルは共和制派が優勢であり、内戦中の1936年9月14日には、グアルディア・シビル隊員とその家族・支持者らがカベサの聖母を祀るヌエストラ・セニョーラ・デ・ラ・カベサ教会に立てこもった。9か月にも及ぶ包囲戦の末、ファシストの反乱軍はアンドゥハルから撤退した。

## 人口
| アンドゥハルの人口推移 1900－2009                     |
|                                                       |
| 出典:INE（スペイン国立統計局）1900年–1991年、1996年 - |

## 出身者
- フランシスコ・ペレス・デ・バレンスエラ : コンキスタドール
- ミカエラ・ナバロ・ガルソン : 政治家

## 姉妹都市
- ファヴァーラ、イタリア